# Araya (Candelaria)
Araya es una entidad de población perteneciente al municipio de Candelaria, en la isla de Tenerife —Canarias, España—.

## Características
El barrio de Araya se localiza en la parte alta del municipio, a unos tres kilómetros del centro municipal y a una altitud media de 800 m s. n. m. Se encuentra situado en al pie de la Ladera de Chafa, macizo montañoso que cierra el valle de Güímar por el nordeste.
Está formado por los núcleos principales de Araya y La Florida.
La superficie de Araya abarca una amplia zona natural de la cual gran parte se encuentra incluida en el espacio natural protegido del Parque Natural de la Corona Forestal y en el Monte de Utilidad Pública Fayal, Valle y Chafa.
Araya cuenta con el CEIP Araya, el Aula de Garantía Social La Higuera del Ayuntamiento de Candelaria, una plaza pública, un parque infantil, farmacia, un centro cultural, un tanatorio, la iglesia de San Juan Bautista, un terrero insular de Lucha, una guardería, un polideportivo y una ermita dedicada a San Isidro localizada en la zona recreativa Los Brezos.
Surgió a partir de los caminos que conectaban los pastizales de medianías y cumbres con las tierras bajas de siembra. Araya, topónimo guanche, lo constituyen varios núcleos próximos entre los que destacan Icoro o Chicoro, y Gaitana, situados en el interfluvio del barranco de El Rincón y el de Las Vigas, y La Florida, entre este último y el barranco de La Ladera.[cita requerida]

## Demografía
En 1737 aparece citado en las Constituciones Sinodales del obispo Pedro Dávila y Cárdenas con 45 vecinos (225 habitantes). Vivió probablemente un crecimiento en el siglo xviii debido a la producción vitícola para la elaboración de aguardiente con destino al mercado colonial hispano. En el siglo xix se vivió un nuevo crecimiento con el cultivo de tuneras para la explotación de la cochinilla, pero la crisis de este cultivo supuso que mucha gente tuviera que emigrar a Cuba entre el último cuarto del siglo y el primer tercio del siglo xx. Entre 1950 y 1970 continuó la emigración, esta vez hacia Venezuela. El cultivo del tomate y, unido a él, la explotación de los acuíferos, frenó esa continuada emigración.[cita requerida]

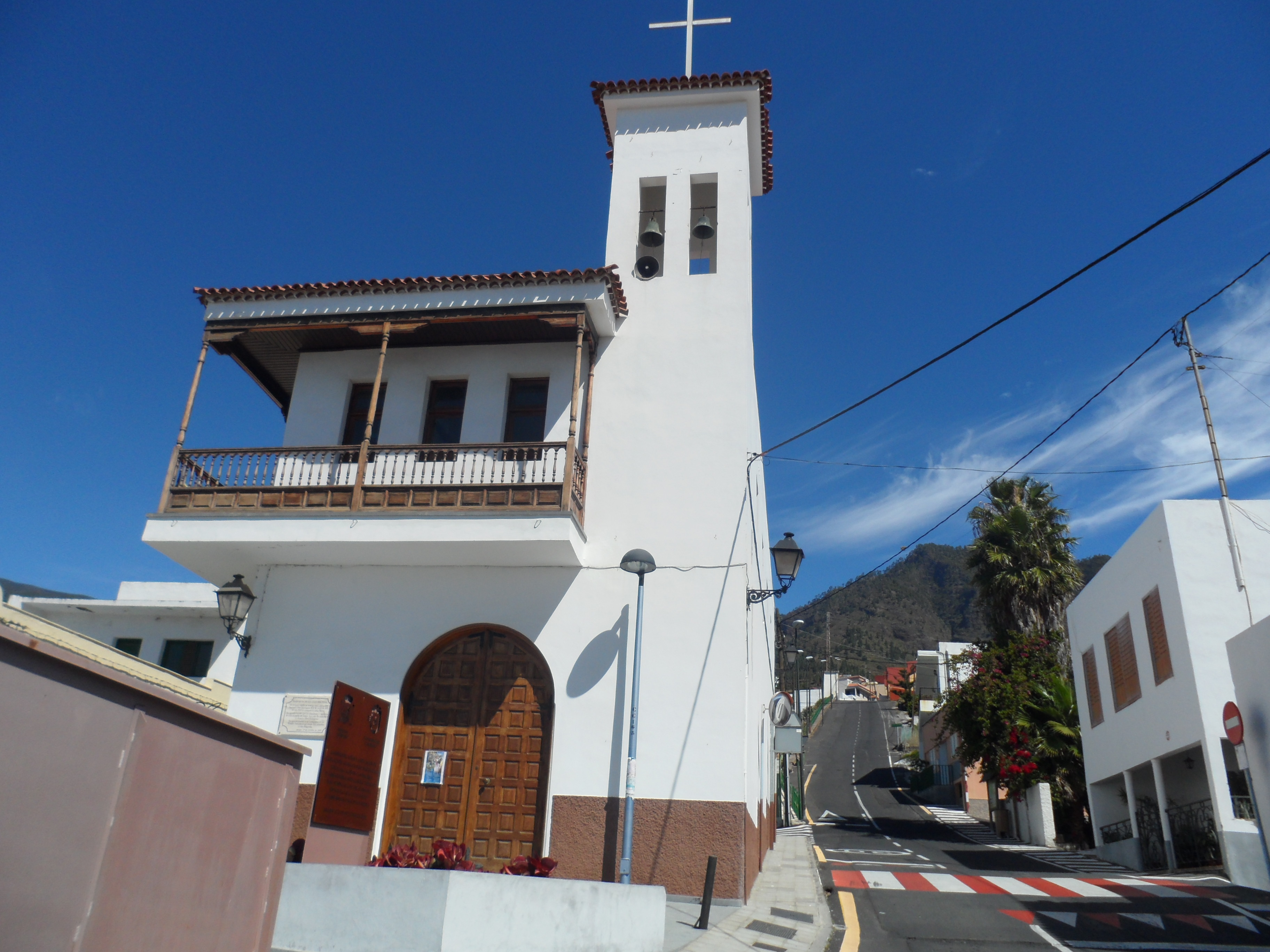
Iglesia de S. Juan Bautista en Araya.

| Año        | 2000  | 2001  | 2002  | 2003  | 2004  | 2005  | 2006  | 2007  | 2008  | 2009  | 2010  | 2011  | 2012  | 2013  |
| ---------- | ----- | ----- | ----- | ----- | ----- | ----- | ----- | ----- | ----- | ----- | ----- | ----- | ----- | ----- |
| Habitantes | 1.095 | 1.128 | 1.180 | 1.213 | 1.279 | 1.301 | 1.364 | 1.415 | 1.444 | 1.485 | 1.524 | 1.525 | 1.528 | 1.509 |

## Fiestas
Araya celebra fiestas patronales en honor a San Juan Bautista en junio, con el tradicional «enrame» del santo con frutas, y a Santa Rita en el mes de octubre, celebrándose en ambos casos actos religiosos y populares.
También se celebra en la localidad la festividad de San Isidro Labrador y Santa María de la Cabeza el último domingo de mayo con una tradicional romería en la zona de Los Brezos.

## Comunicaciones
Se llega al barrio principalmente a través de la Vía Cabildo (sección 4) TF-247.

### Transporte público
En autobús —guagua— queda conectado mediante la siguiente línea de TITSA: 
| Línea | Trayecto                                             | Recorrido                                                          |
| ----- | ---------------------------------------------------- | ------------------------------------------------------------------ |
| 123   | Santa Cruz - Araya (por Las Caletillas y Candelaria) | Horario/Línea Archivado el 29 de julio de 2016 en Wayback Machine. |

### Caminos
Araya cuenta con dos de los caminos homologados de la Red de Senderos de Tenerife:
- SL-TF 294 Los Brezos
- SL-TF 296 La Mesa

## Lugares de interés
- Zona recreativa Los Brezos

## Galería

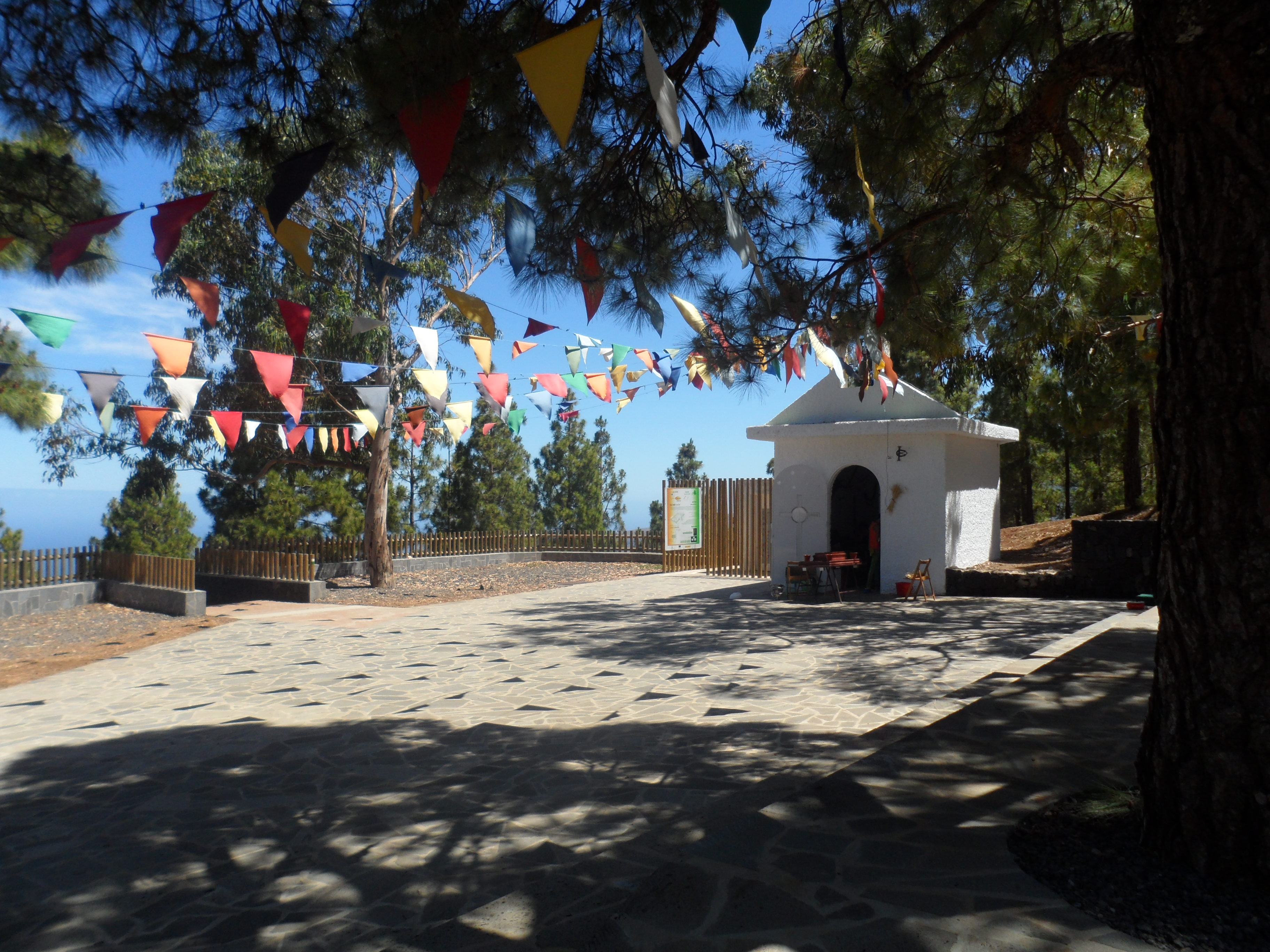
Ermita San Isidro en Araya junto al Parque Recreativo Los Brezos.
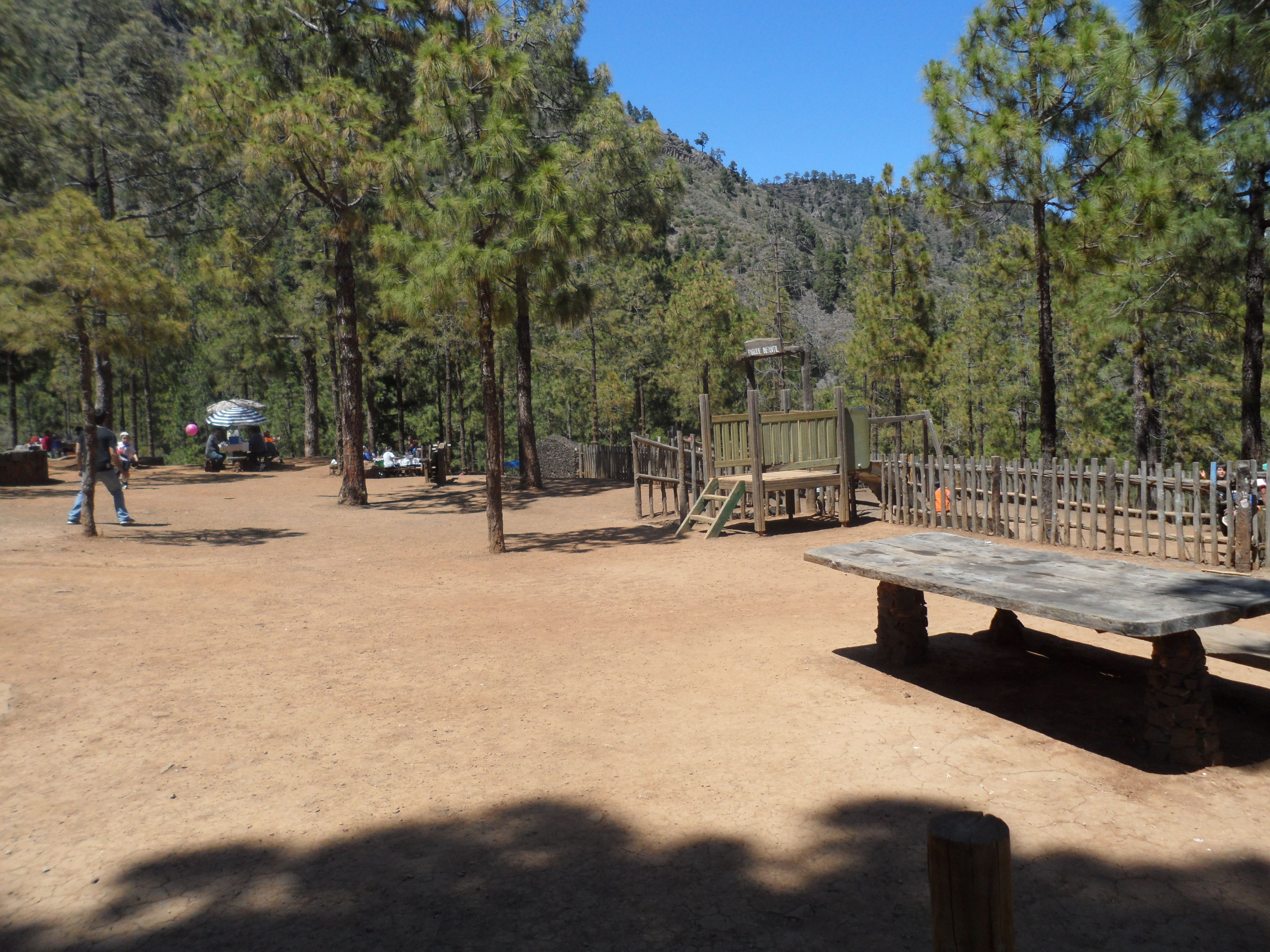
Zona recreativa Los Brezos.
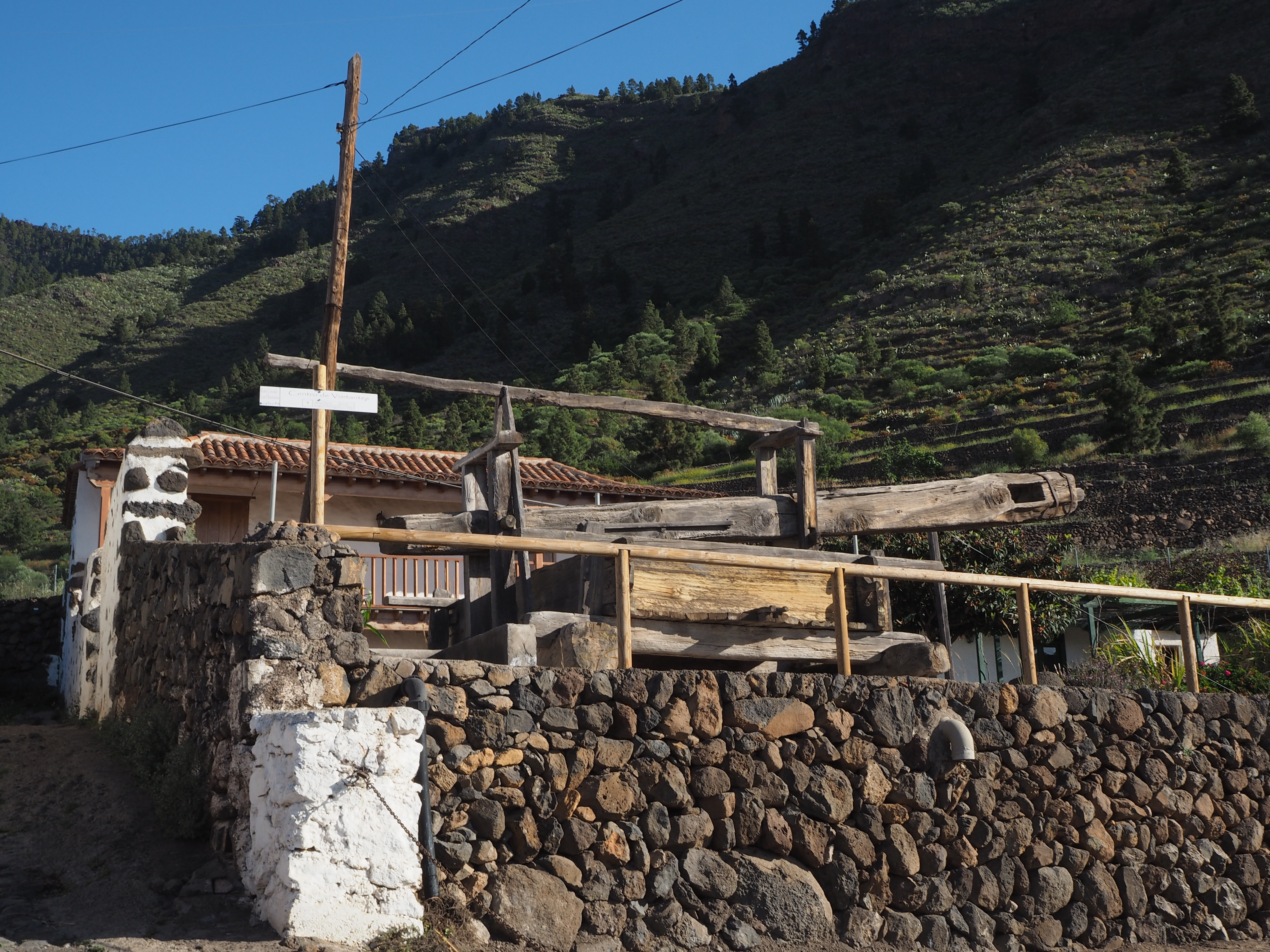
Lagar en Finca Las Haciendas, Araya.